# لاري غيروكس
لاري غيروكس هو لاعب هوكي الجليد كندي، ولد في 28 أغسطس 1951 في ويبرن في كندا.

## وصلات خارجية
- لاري غيروكس على موقع دوري الهوكي الوطني (الإنجليزية)
- لاري غيروكس على موقع قاعة مشاهير الهوكي (لاعب أن.إتش.أل) (الإنجليزية)
- لاري غيروكس على موقع EliteProspects.com (الإنجليزية)
- لاري غيروكس على موقع HockeyDB.com (الإنجليزية)
- لاري غيروكس على موقع Hockey-Reference.com (الإنجليزية)